# Bokero
Der Bokero-Kult der Matumbi in Tansania ist ein Bantukult, der starken Einfluss auf den Maji-Maji-Aufstand 1905 in der damaligen Kolonie Deutsch-Ostafrika hatte.
Der Kult kennt einen Schlangengott namens Bokero, der nach alten Bantu-Mythen in den Pangani-Stromschnellen des Rufiji-Flusses lebt. Die Außenwelt kontaktiert er über den Geist Hongo. Hongo ist dabei der Vermittler zwischen dem Matumbi-Gott Bokero und den Menschen. Da Bokero für die Menschen nicht sichtbar ist, benötigt er ein menschliches Medium, das Lilingu, einer magischen Kraft, besitzt. Von diesem kann dann der Hongo Besitz ergreifen, um durch ihn Bokeros Botschaft zu verbreiten. Außerhalb der Gegend um den Rufiji, in Ulunguru, war Bokero auch unter dem Namen Kolelo bekannt. Kolelo wurde, so besagt es der Glaube, vom göttlichen Weltenschöpfer (Mungu) gesandt, um „alles wieder in Ordnung zu bringen, was verdorben ist hier auf Erden“. Kolelo und Bokero sind für normale Menschen nicht sichtbar und brauchen daher den Hongo.